# Sovětská invaze do Polska
Sovětská invaze do Polska byla vojenská operace zahájená Sovětským svazem 17. září 1939 bez formálního vyhlášení války. Šestnáct dní poté, co nacistické Německo zaútočilo na Polsko ze západu, provedl Sovětský svaz útok z východu. Invaze skončila 6. října rozdělením území Polska mezi Německo a Sovětský svaz a zánikem Druhé Polské republiky.
Na počátku roku 1939 zahájil Sovětský svaz jednání s Velkou Británií, Francií, Polskem a Rumunskem o spojenectví proti nacistickému Německu. Jednání selhala kvůli sovětské neústupnosti, neboť Sovětský svaz žádal, aby, jako součást kolektivní bezpečnosti, Polsko a Rumunsko umožnilo průchod sovětských vojsk přes svá území.
23. srpna 1939 Sovětský svaz a nacistické Německo uzavřely smlouvy o neútočení s Německem, smlouva obsahovala tajný protokol rozdělující sféry vlivu v severní a střední Evropě. Týden po podpisu smlouvy německá vojska vtrhla ze severu, západu a jihu do Polska. Podle plánů dopracovaných ve třicátých letech (Plan Zachód) měla polská vojska ustoupit na jihozápad, kde byla připravena dlouhá obrana Rumunského předmostí, a očekávat britskou a francouzskou podporu a pomoc. Rudá armáda provedla invazi do oblasti Kresy v souladu s ujednáními tajného protokolu ze 17. srpna.
Sovětská vláda oznámila, že tak činí k ochraně Ukrajinců a Bělorusů, kteří žijí ve východních částech Polska, protože polský stát se pod náporem nacistického Německa zhroutil a není schopen zaručit bezpečnost vlastních občanů. Polská vláda, konfrontována s otevřením druhé fronty, vyhodnotila obranu Rumunského předmostí jako neudržitelnou a nařídila urychlenou evakuaci všech jednotek do neutrálního Rumunska.
Rudá armáda s velkou převahou překonala polský odpor, dosáhla svých operačních cílů a vzala do zajetí přibližně 230 000 polských vojáků.
Sovětský svaz území obsazená Rudou armádou anektoval a v listopadu 1939 se přibližně 13,5 milionu dřívějších polských občanů žijících na anektovaném území stalo občany Sovětského svazu. Neprodleně byla zahájena kampaň sovětizace, která zahrnovala zmanipulované volby, jejichž výsledek sovětská vláda využila k ospravedlnění anexe východních polských území. Hromadné popravy a tisíce uvězněných posloužily k potlačení opozice.
Stovky tisíc obyvatel byly deportovány v letech 1939 až 1941 na Sibiř a do okrajových částí Sovětského svazu ve čtyřech největších vlnách.
Sovětské síly okupovaly východní Polsko do léta 1941, kdy byly vytlačeny německými jednotkami postupujícími na východ v rámci Operace Barbarossa. Oblast zůstala okupována nacisty až do léta 1944, kdy ji obsadila Rudá armáda. Dohody učiněné v Jaltě dovolily Sovětskému svazu připojit téměř všechna polská území obsazená v důsledku Paktu Ribbentrop–Molotov. Jako náhradu dostala Polská lidová republika přibližně polovinu území Východního Pruska a také území východně od linie Odra-Nisa.
Sovětský svaz zahrnul většinu anektovaných území do Ukrajinské a Běloruské sovětské socialistické republiky. V srpnu 1945, po skončení druhé světové války v Evropě, se Sovětský svaz a Polsko dohodly na průběhu hranice. Dohoda uznávala status quo jako vzájemnou hranici s výjimkou oblasti okolo Białystoku a malých částí Haliče východně od řeky San okolo Przemyślu, které byly navráceny Polsku.

## Předcházející události

### Historické pozadí
Výsledek Pařížské mírové konference učinil jen málo pro snížení územních aspirací zemí v oblasti. Józef Piłsudski požadoval posun polských hranic co nejdále na východ, aby vytvořil Polskem vedenou federaci jako protiváhu imperiálním ambicím Ruska či Německa. Ve stejné době bolševici začali získávat převahu v ruské občanské válce a zahájili postup západním směrem na sporná území. Pohraniční střety v roce 1919 velmi rychle vyústily v polsko-sovětskou válku v roce 1920. Po polském vítězství v bitvě u Varšavy Sověti požádali o mírová jednání, která byla zakončena příměřím v říjnu 1920. Strany uzavřely 18. března 1921 v Rize mírovou smlouvu, která rozdělila sporná území mezi Polsko a Sovětské Rusko. Sověti nabídli polské mírové delegaci značné územní ústupky a meziválečná sovětsko-polská hranice se velmi přibližovala hranici mezi Ruským impériem a Polsko-litevskou unií před prvním dělením Polska v roce 1772. Důsledkem mírové smlouvy bylo opuštění teze o vítězství bolševické revoluce v mezinárodním měřítku; tento koncept byl sovětskými vůdci na dvacet let pozapomenut.

### Uzavřené smlouvy

Plánované a skutečné rozdělení Polska podle paktu Ribbentrop–Molotov

S úmyslem čelit hrozící německé agresi, začal Sovětský svaz, Francie a Velká Británie v polovině března 1939 s výměnou návrhů týkajících se možné politické a vojenské spolupráce. Polsko se rozhovorů neúčastnilo, neboť se obávalo, že jakékoli sblížení se Sovětským svazem by vyvolalo německou reakci. Trojstranné rozhovory se zaměřily na případné záruky poskytnuté středoevropským a východoevropským zemím v případě německé agrese. Sověti nedůvěřovali britským ani francouzským nabídkám kolektivní bezpečnosti, protože obě země nedokázaly zasáhnout proti nacionalistům v době občanské války ve Španělsku a nedokázaly uchránit Československo před expanzí nacistického Německa. Sověti též podezřívali Francii a Británii, že by se držely stranou v případném německo-sovětském konfliktu. Důsledkem bylo, že Sověti usilovali o pevné vojenské spojenectví, které by jim zajistilo podporu v případě útoku na jejich území. Sovětský svaz trval na vytvoření sféry vlivu táhnoucí se od Finska po Rumunsko, která měla sloužit jako nárazníková zóna, a požadoval vojenskou podporu, která měla přijít v případě útoku na Sovětský svaz či na zemi v navrhované sféře sovětského vlivu. Sovětský svaz rovněž požadoval právo intervenovat v zemích ve sféře vlivu v případě, že by byla ohrožena jejich bezpečnost. Rozhovory o vojenské spolupráci zahájené v polovině srpna uvázly ve chvíli, kdy Sověti požadovali průchod jednotek do Polska v případě německého útoku. V době, kdy se Britové a Francouzi snažili přimět polskou vládu k souhlasu, jednání nepokračovala. Poláci se domnívali, že kdyby umožnili vstup Rudé armády na polská území, sovětské jednotky by už nikdy neodešly, proto vládní místa souhlas odepřela.  Sověti navrhli nebrat v úvahu polská stanoviska a dokončit trojstranná jednání bez ohledu na polské námitky. To Britové odmítli, protože se domnívali, že takový krok by přiměl Polsko posílit německo-polské vztahy.
Mezitím němečtí představitelé tajně naznačovali sovětským diplomatům, že Německo by mohlo poskytnout lepší podmínky dohody než Británie a Francie. Sověti zahájili s Německem jednání o ekonomické spolupráci, zatímco trojstranná jednání zůstávala neuzavřena. Na přelomu července a srpna 1939 byla dojednána většina podmínek plánované sovětsko-německé ekonomické spolupráce a projednána možná politická dohoda. Strany dospěly 19. srpna 1939 k závěru ohledně obchodní dohody, která plánovala výměnu surovin za německé zbraně, vojenské technologie a stroje pro civilní výrobu. O dva dny později Sověti zastavili trojstranné rozhovory. Sovětský svaz a Německo podepsaly dohodu o vojenské a politické spolupráci – pakt Ribbentrop–Molotov – 23. srpna. Dohoda o neútočení doprovázela obchodní dohodu a obsahovala tajný protokol rozdělující státy severní a východní Evropy do vlivových sfér. Sovětská sféra původně zahrnovala Lotyšsko, Estonsko a Finsko. Polsko mělo být rozděleno, oblasti východně od řeky Pisy, Narew, Visly a Sanu připadly Sovětskému svazu. Sověti zvětšili obranný prostor na západě, dostali možnost získat zpět území odstoupená Rižským mírem a sjednotit Bělorusy a Ukrajince pod vládou sovětů.
Den po podpisu paktu francouzští a britští vojenští vyjednavači naléhavě požadovali setkání se svým sovětským partnerem Vorošilovem. Ten jim 25. srpna vzkázal: „ve světle změněné politické situace nemůže z pokračujících rozhovorů vzejít nic užitečného.“ Týž den byla podepsána Polsko-britská obranná smlouva. Touto smlouvou Británie zaručila nezávislost a zavázala se k obraně Polska.

### Německá invaze do Polska před sovětským útokem
Hitler se pokusil odradit Brity a Francouze od zasahování do nadcházejícího konfliktu a 26. srpna navrhl v budoucnu poskytnout síly wehrmachtu Británii k dispozici. O půlnoci 29. srpna německý ministr zahraničí Joachim von Ribbentrop předal britskému velvyslanci Neville Hendersonovi seznam podmínek, které by v souvislosti s Polskem údajně zajistily mír. Podle návrhů mělo Polsko předat Německu Danzig (Gdańsk) a v polském Koridoru by se do roka měl konat plebiscit v němž by hlasovali obyvatelé k roku 1919 (ne novější). Když se polský vyslanec Józef Lipski dostavil 30. srpna k Ribbentropovi a prohlásil, že není zmocněn nic podobného podepsat, Ribbentrop jej propustil. Němci oznámili, že Polsko odmítlo německé nabídky a jednání s Polskem skončila.
Německé jednotky v polských uniformách zinscenovaly 31. srpna blízko pohraničního města Gleiwitz přepadení vysílačky. Následujícího dne ráno Hitler nařídil zahájení útoku na Polsko (začal 1. září ve 4:45).
Vlády Anglie a Francie vyhlásily 3. září Německu válku, ale nebyly schopny poskytnout Polsku významnou podporu. Ačkoli Poláci dosáhli v pohraničních bitvách několika dílčích úspěchů, německá technická, taktická a početní převaha donutila polské armády k ústupu od hranic směrem na Varšavu a Lvov. 10. září vydal vrchní velitel maršál Edward Rydz-Śmigły rozkaz ke všeobecnému ústupu jihovýchodním směrem k rumunskému předmostí. Krátce po zahájení invaze začali vrcholní němečtí představitelé vyzývat Sověty, aby splnili svoje závazky a napadli Polsko od východu. Německý velvyslanec v Moskvě Friedrich Werner von der Schulenburg a sovětský ministr zahraničí Molotov si vyměnili řadu diplomatických telegramů, přesto si však Sověti s invazí dávali načas. Zaměstnávaly je pohraniční konflikty s Japonskem a potřebovali čas k mobilizaci Rudé armády. Vyčkáváním s invazí na úplný rozpad Polska sledovali určitou diplomatickou výhodu. Nevyhlášenou válku mezi Sovětským svazem a Japonskem ukončil 15. září podpis smlouvy Molotov–Tódžó s příměřím účinným od následujícího dne.
Molotov předal 17. září 1939 polskému velvyslanci v Moskvě Grzybowskému následující deklaraci:

Polsko-německá válka odhalila vnitřní neschopnost polské vlády. Za deset dnů válečných operací ztratilo Polsko všechna průmyslová a kulturní centra. Varšava jako polské hlavní město již neexistuje. Polská vláda se rozpadla a již nejeví známky života. To znamená, že polský stát a jeho vláda fakticky přestaly existovat. Tím ztratily svůj význam dohody uzavřené mezi SSSR a Polskem. Ponecháno samo sobě a zůstávaje bez vlády se Polsko proměnilo v nejisté pole pro různé náhodné a nepředvídatelné události, které mohou znamenat hrozbu SSSR. Proto, i když dosud neutrální, nemůže sovětská vláda k těmto faktům nadále zachovávat neutrální postoj.
Sovětská vláda rovněž nemůže nečinně přihlížet, aby spřátelení Ukrajinci a Bělorusové žijící na území Polska, kteří byli ponecháni svému osudu, zůstali bezbranní.
Čelíce nastalé situaci, sovětská vláda dala příkaz Hlavnímu štábu Rudé armády, aby rozkázal vojskům překročit hranici a bránit životy a majetky obyvatel Západní Ukrajiny a Západního Běloruska.
Současně sovětská vláda přijímá všechna opatření nutná k tomu, aby vyvedla polský lid ze zločinné války, do které byl uvržen svými nerozumnými vůdci, a dala mu příležitost žít mírovým životem.

Moskva, 17. září 1939
Lidový komisař zahraničních věcí V. Molotov
V rozhlasovém projevu Molotov prohlásil všechny smlouvy mezi Sovětským svazem a Polskem neplatnými, neboť polská vláda opustila svůj lid a přestala existovat. Tentýž den překročila Rudá armáda polskou hranici.

## Sovětská invaze

### Polsko v den sovětské invaze
Ráno 17. září působily polské správní úřady v celé oblasti šesti východních vojvodství a také fungovaly v částech dalších pěti vojvodství; školy ve východním Polsku byly v polovině září otevřeny. Jednotky polské armády působily ve dvou oblastech - na jihu (Tomaszów Lubelski, Zamość, Lwów), a ve středu (Varšava, Modlin a na březích řeky Bzury). Úporná polská obrana a nedostatek pohonných hmot přinutila Němce zastavit postup a fronta se stabilizovala v oblastech východně od linie Augustów – Grodno – Białystok – Kobryń – Kowel – Żółkiew – Lwów – Żydaczów – Stryj – Turka. Železniční spojení fungovalo přibližně na třetině státu a stále fungovalo osobní i nákladní dopravní spojení s pěti sousedními státy (Litva, Lotyšsko, Sovětský svaz, Rumunsko, Maďarsko). V Pińsku pokračovala výroba několika letadel PZL.37 Łoś v továrně PZL, která byla přesunuta z Varšavy. Francouzská námořní loď dopravující tanky Renault R35 připlula do rumunské Constanțy, další loď s dělostřeleckým vybavením právě opustila Marseille. Celkem sedmnáct francouzských lodí s vojenským materiálem, které směřovaly do Constanțy a Galați, vezlo padesát tanků, dvacet letadel a množství munice a TNT. V polském držení stále byla velká města – Varšava, Lvov, Vilno, Grodno, Łuck, Tarnopol a Lublin (dobyt Němci 18. září). Leszek Moczulski udává počet 750 000 vojáků sloužících v Polské armádě (polští historici Czesław Grzelak a Henryk Stańczyk udávají sílu 650 000 vojáků), v tom dvě motorizované brigády (jedna z nich – Varšavská obrněná motorizovaná brigáda – do bojů dosud nezasáhla) a 14. září se začali přesouvat na jih, aby se připojili k Armádě Krakov a dvacet šest pěších divizí.

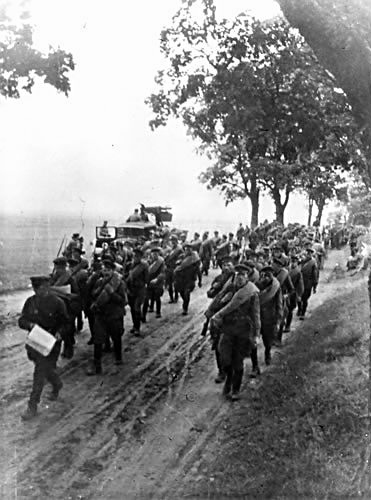
Jednotky Rudé armády postupující během invaze do Polska

I když byla polská armáda poničena týdny bojů, zůstávala stále impozantní silou. Polský historik Leszek Moczulski popsal polskou armádu k 17. září 1939 jako dost silnou na to, aby dlouhodobě vzdorovala wehrmachtu a větší než je většina evropských armád. Na trase Baranowicze – Łuniniec – Równe probíhal ve dne v noci transport sil ze severovýchodního koutu země směrem k Rumunskému předmostí (mezi nimi 35. záložní pěší divize pod velením plukovníka Jarosława Szafrana a tzv. skupiny Grodno plukovníka Bohdana Hulewicze. Druhá největší bitva zářijové kampaně - bitva o Tomaszów Lubelski – začala v den sovětské invaze.
Podle Leszka Moczulského přibližně 250,000 polských vojáků bojovalo ve středním Polsku, 350,000 se chystalo bránit Rumunské předmostí, 35,000 bylo v severním Polesí a 10,000 bojovalo na baltském pobřeží, na poloostrově Hel a ve Gdyni. Kvůli probíhajícím bojům v okolí Varšavy, pevnosti Modlin, na Bzuře, v okolí Zamośće, Lwówa a Tomaszówa Lubelského, bylo mnoho německých divizí odveleno zpět na místa bojů. Pod kontrolou polských úřadů zůstávala oblast o rozloze 140,000 km2 široká přibližně 200 kilometrů a 950 kilometrů dlouhá – od Daugavy až ke Karpatům. Polské Radio Baranowicze a Radio Wilno přestaly 16. září po náletu Luftwaffe vysílat, ale Radio Lwów a Radio Warszawa II 17. září stále vysílaly.

### Síly
Rudá armáda vtrhla do východních oblastí Polska se sedmi polními armádami v síle mezi 450.000 a 1.000.000 vojáků, rozdělenými do dvou frontů. Běloruskému frontu velel Michail Kovaljov, Ukrajinskému frontu velel Semjon Timošenko. Polský obranný Plán Zachód předpokládal, že Sovětský svaz zůstane během konfliktu s Německem neutrální. Proto polské velení rozmístilo většinu vojsk na západě, aby čelila německé agresi. K obraně východní hranice zůstalo méně než 20 oslabených brigád, které čítaly okolo 20 tisíc příslušníků Sboru ochrany hranic. Když do Polska vtrhla 17. září Rudá armáda, polské velení právě ustupovalo bojem směrem k Rumunskému předmostí, kde se vojska měla přeskupit a očekávat britskou a francouzskou pomoc.

### Průběh tažení
Na počátku sovětské invaze zvažoval Rydz-Śmigły vydání rozkazu pohraničním vojskům na východě země k obraně, avšak předseda vlády Felicjan Sławoj Składkowski a prezident Ignacy Mościcki jej od této myšlenky odradili.

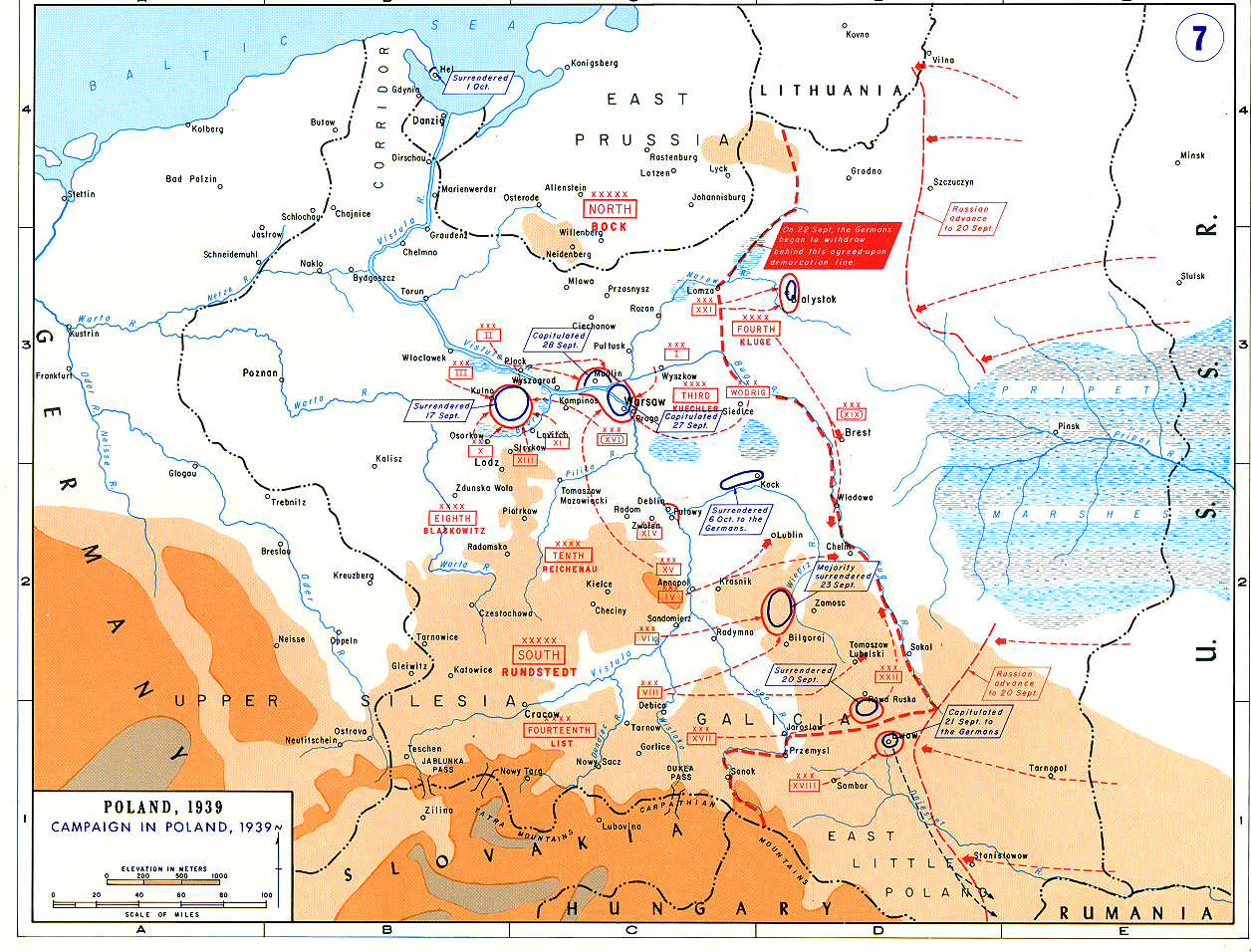
Postavení jednotek po sovětské invazi

Ve 4:00 17. září nařídil Rydz-Śmigły stažení polských vojsk a boje pouze v sebeobraně. Avšak německá invaze těžce poškodila polské systémy spojení, což působilo jednotkám potíže. V důsledku zmatků došlo ke střetům polských a sovětských jednotek v pohraničních oblastech. Generál Wilhelm Orlik-Rückemann, který od 30. srpna velel Sboru ochrany hranic, nedostal od svého ustanovení žádné pokyny. Výsledkem bylo, že jeho síly napadaly sovětské jednotky až do rozpuštění Sboru 1. října.

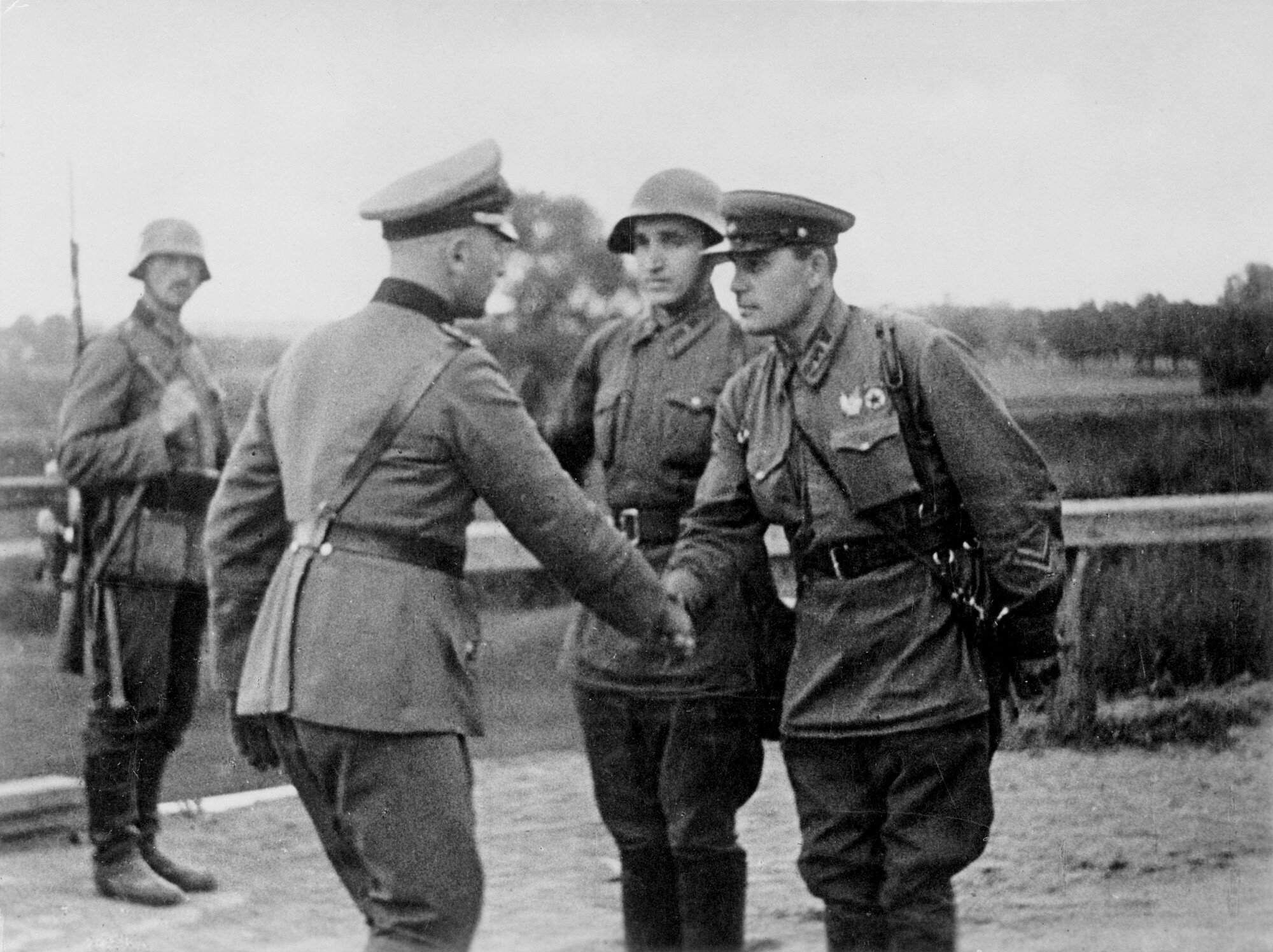
Německý a sovětský důstojník si po invazi potřásají rukou

Polská vláda nekapitulovala a odmítla vyjednávat o příměří a namísto toho nařídila všem jednotkám opuštění Polska a reorganizaci ve Francii. Den po zahájení sovětské invaze překročila polská vláda hranice Rumunska. Polské síly pokoušely dosáhnout rumunského předmostí, když čelily německým útokům na jednom křídle a občas se střetávaly se sovětskými jednotkami na druhém. Ve dnech, kdy vojska plnila rozkaz k evakuaci, Němci porazili polskou Armádu Krakov a Armádu Lublin v bitvě u Tomaszówa Lubelského. Sovětské jednotky se často setkaly s německými partnery postupujícími opačným směrem, při tom v poli několikrát spolupracovaly. Wehrmacht předal Brestskou pevnost, kterou 17. září obsadil po bitvě o Brest sovětské 29. tankové brigádě. Německý generál Heinz Guderian a sovětský velitel Semjon Krivošejn uspořádali v Brest-Litevsku 22. září společnou vojenskou přehlídku. Lwów (nyní Lviv) padl 22. září, několik dní poté,co Němci přenechali vedení bojových operací Sovětům Sovětské jednotky dobyly 19. září Wilno (dnešní Vilnius) po dvoudenní bitvě a obsadily 24. září Grodno po čtyřdenních bojích. Do 28. září dosáhla Rudá armáda předem dohodnuté hraniční linie na řekách Narew, Západní Bug, Visla a San.
Nehledě na taktické vítězství Poláků 28. září v bitvě o Szack, výsledek střetnutí nenechával nikoho na pochybách. Dobrovolníci, domobrana a po ústupu reorganizované jednotky bránily Varšavu do 28. září a modlinská pevnost severně od Varšavy padla následující den po úporné šestidenní obraně. 1. října, v jednom z posledních střetnutí, zatlačily sovětské jednotky Poláky v bitvě o Wytyczno do lesů. Několik izolovaných polských jednotek udrželo pozice dlouho poté, co byly obklíčeny, například Sarnská opevněná oblast na Volyni se udržela do 25. září. Poslední jednotkou polské armády, která se vzdala byla Samostatná skupina Polesí, jíž velel generál Franciszek Kleeberg. Kleeberg kapituloval 6. října po čtyřdenní bitvě o Kock, kterou zářijová kampaň skončila.
Vjačeslav Molotov ve zprávě přednesené Nejvyššímu sovětu uvedl: „Krátký úder německé armády následované Rudou armádou stačil na to, aby nezůstalo nic z té odporné kreatury, kterou byla Versailleská smlouva.“

### Domácí reakce

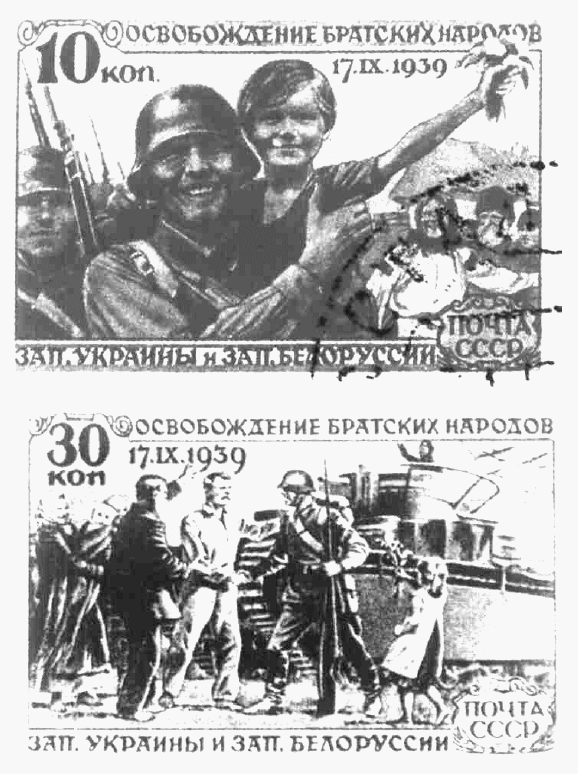
„Osvobození bratrských národů Západní Ukrajiny a Západního Běloruska 17. září 1939“; poštovní známky SSSR, 1940

Situaci zkomplikovala reakce neetnických Poláků. Mnoho Ukrajinců, Bělorusů a Židů vítalo sovětská vojska. Na východním předměstí Brestu se seběhli místní komunisté, aby uvítali sovětské vojáky chlebem a solí. Pro tuto příležitost byl vztyčen triumfální oblouk tvořený dvěma tyčemi ozdobenými smrkovými větvemi a květinami. Dlouhý pruh rudé látky napnutý mezi tyčemi nesl slogan v ruštině velebící Sovětský svaz a vítající Rudou armádu. Reakci místních obyvatel zmínil Lev Zacharovič Mechlis, který řekl Stalinovi, že lidé na Západní Ukrajině vítali Sověty jako „opravdové osvoboditele“. Organizace ukrajinských nacionalistů se vzbouřila a komunističtí partyzáni organizovali protipolská místní povstání (například ve Skidelu).

### Reakce spojenců
Reakce Francie a Británie na invazi a anexi východního Polska byla zdrženlivá, protože ani jedna strana si nepřála okamžitou konfrontaci se Sovětským svazem. Podle podmínek Polsko-britské obranné smlouvy z 25. srpna 1939 Britové slíbili podporu, pokud evropská mocnost napadne Polsko. Tajný protokol upřesňoval, že evropskou mocností se rozumí Německo. Když polský vyslanec Edward Raczyński připomněl ministru zahraničí lordu Halifaxovi existenci smlouvy, dostalo se mu neomalené odpovědi, že je věcí Británie, jestli vyhlásí válku Sovětskému svazu. Ministerský předseda Neville Chamberlain zvažoval veřejný závazek obnovení polského státu, ale nakonec vydal jen všeobecný odsudek. Tento postoj reprezentoval britský pokus udržet rovnováhu: bezpečnostní zájmy Británie zahrnovaly obchod se Sovětským svazem, který sloužil válečnému úsilí, a možnost budoucího anglo-sovětského spojenectví proti Německu. Veřejné mínění v Británii bylo rozpolceno; veřejnost zčásti invazi odsuzovala, zčásti shledával sovětské nároky v oblasti oprávněnými.
Ačkoli Francie slíbila Polsku pomoc včetně letecké podpory, sliby nebyly splněny. Francouzsko-polská spojenecká smlouva byla uzavřena v roce 1921 a několikrát doplňována. Smlouva neměla příliš velkou podporu francouzského armádního velení a vzájemné vztahy se během dvacátých a třicátých let zhoršily. Podle francouzského náhledu je německo-sovětské spojenectví křehké, jasné odsouzení nebo protiopatření nejsou zájmem ani Polska, ani Francie. Když Sověti vtrhli do Polska, Francie a Británie usoudily, že okamžitě nemohou pro Polsko nic udělat, a začaly rozvíjet dlouhodobé plány. Francie podnikla na začátku září váhavou ofenzivu v Sársku, ale po porážce Polska se 4. října stáhla za Maginotovu linii.
V rozhlasovém projevu 1. října Winston Churchill prohlásil:
... That the Russian armies should stand on this line was clearly necessary for the safety of Russia against the Nazi menace. At any rate, the line is there, and an Eastern Front has been created which Nazi Germany does not dare assail. When Herr von Ribbentrop was summoned to Moscow last week it was to learn the fact, and to accept the fact, that the Nazi designs upon the Baltic States and upon the Ukraine must come to a dead stop.

## Důsledky
V říjnu 1939 Molotov zpravil Nejvyšší sovět o počtu 737 mrtvých a 1 862 raněných během tažení, ačkoli polští specialisté udávají až 3 000 mrtvých a 8 000–10 000 raněných. Na polské straně zemřelo 3 000–7 000 vojáků během bojů s Rudou armádou a 230 000–450 000 padlo do zajetí. Sověti mnohdy nedodrželi sjednané podmínky složení zbraní. Několikrát slíbili Polákům svobodu a po složení zbraní je uvěznili.
Okamžikem invaze přestal Sovětský svaz uznávat polský stát. Žádná ze stran nevyhlásila formálně válku; toto rozhodnutí mělo vážné důsledky a Smigly-Rydz byl za ně kritizován. Sověti zabili desítky tisíc polských válečných zajatců, některé ještě během tažení. Sověti 24. září zabili 42 pacientů a personálu vojenské nemocnice ve vsi Grabowiec nedaleko Zamośće. Sověti také povraždili všechny důstojníky zajaté po bitvě u Szacku 28. září 1939. Více než 20 tisíc polských vojáků a civilistů v zahynulo během Katyňského masakru. V mnoha vězeních NKVD byli vězni vystaveni mučení, zvláště v menších městech.
Poláci a Sověti obnovili diplomatické styky v roce 1941, po uzavření dohody Sikorski–Majskij, ale Sověti je znovu přerušili v roce 1943 poté, co Poláci požadovali nezávislé vyšetřování nedávno objevených pohřebních jam v Katyni. Sověti poté tlačili západní spojence k uznání prosovětské loutkové vlády v čele s Wandou Wasilewskou v Moskvě.

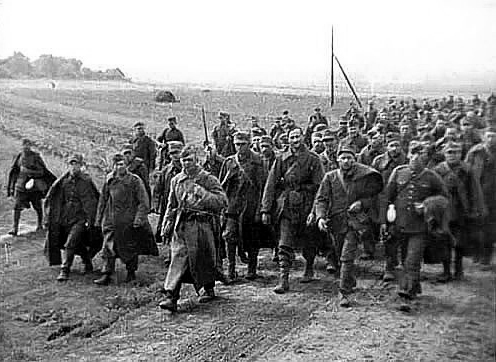
Polští vojáci zajatí Rudou armádou během sovětské invaze do Polska v roce 1939

Sovětský svaz podepsal s Německem 28. září 1939 Smlouvu o přátelství, spolupráci a hranicích, přitom došlo ke změně tajných dodatků paktu Ribbentrop–Molotov. Litva byla přesunuta do sféry sovětského vlivu a hranice v Polsku byla posunuta východně ve prospěch Německa. Touto smlouvou, často popisovanou jako čtvrté dělení Polska, získal Sovětský svaz téměř všechna území východně od řek Pisa, Narew, Západní Bug a San. To zahrnovalo okolo 200 000 km² obývaných 13,5 miliony polských občanů. Hranice tvořená touto smlouvou zhruba odpovídala Curzonově linii navržené Brity v roce 1919. Tohoto momentu Stalin úspěšně využil při jednáních se západními spojenci na Teheránské a Jaltské konferenci. Rudá armáda původně zasela zmatek mezi místními tvrzením, že přichází zachránit Polsko před nacisty. Její postup překvapil místní společenství a jejich vůdce, kteří postrádali pokyny jak reagovat na sovětskou invazi. Poláci a Židé zpočátku upřednostňovali sovětský režim před německým. Avšak Sověti brzo začali zavádět svou ideologii do místního života. Například začaly konfiskace, znárodňování a přerozdělování soukromého a polského státního vlastnictví.
Během dvou let, které následovaly anexi, Sověti uvěznili přibližně 100 000 polských občanů. Kvůli nemožnosti přístupu do sovětských archivů, se po mnoho let počty polských občanů deportovaných na Sibiř z oblastí východního Polska pouze odhadovaly. Stejně tak se odhadovaly počty zabitých. V různých pracích byla udávána různá čísla, mezi 350 000 a 1 500 000 deportovaných na Sibiř a mezi 250 000 a 1 000 000 mrtvých, tato čísla zahrnovala především civilisty. Po otevření sovětských tajných archivů po roce 1989 se ukázala spodní hranice odhadů bližší pravdě. V srpnu 2009, u příležitosti sedmdesátého výročí sovětské invaze, polský Institut národní paměti oznámil, že jeho vědečtí pracovníci snížili odhady deportovaných na Sibiř z jednoho milionu na 320 000 a odhadli, že 150 000 Poláků zahynulo pod sovětskou nadvládou v době války.

### Bělorusko a Ukrajina

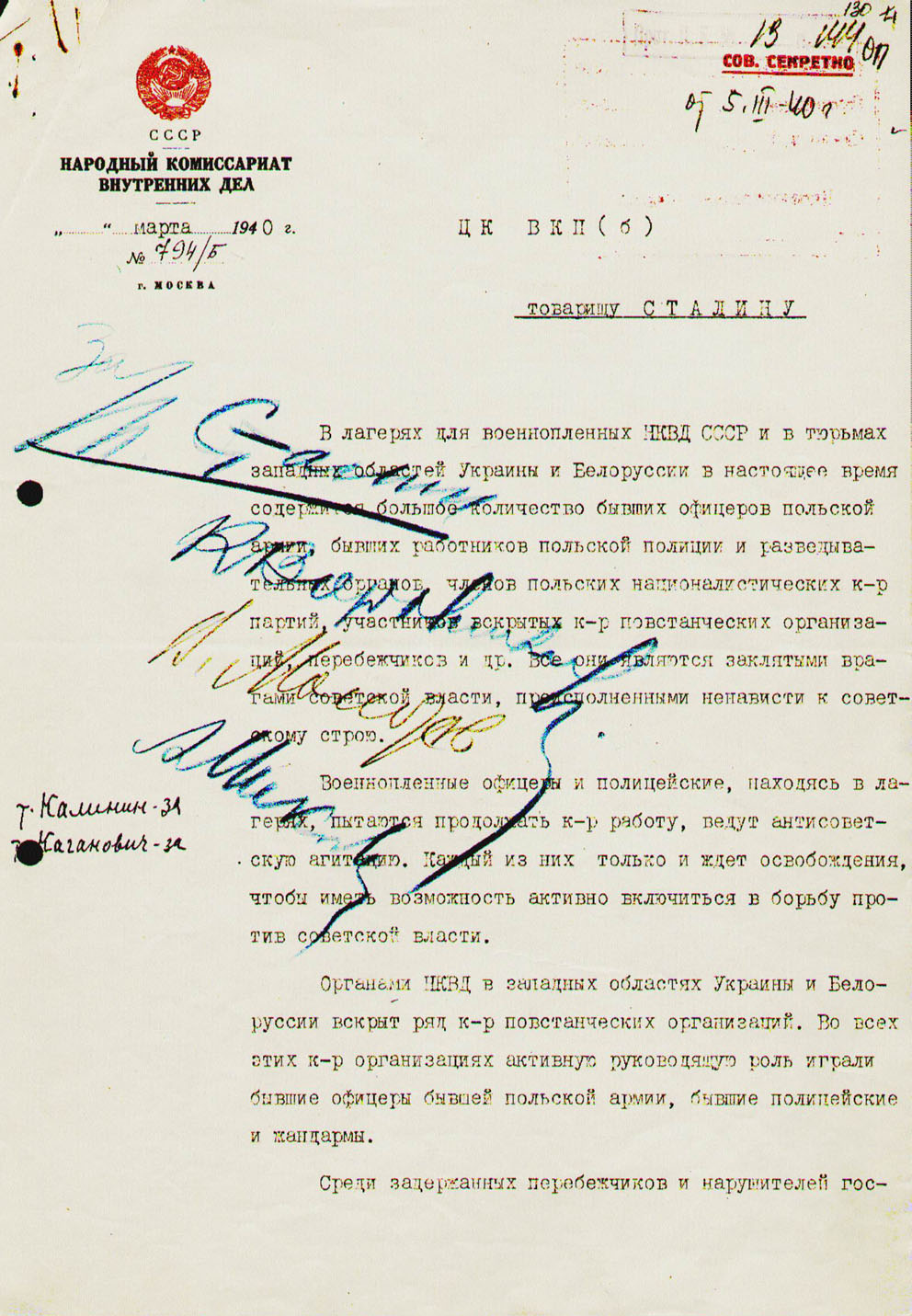
Sovětský dokument stvrzující rozhodnutí o hromadné popravě polských důstojníků

Ze 13,5 milionu obyvatel žijících čerstvě anektovaných územích tvořili Poláci největší etnickou skupinu, avšak Bělorusové a Ukrajinci společně tvořili více než 50% populace.
Aby se posílilo zdání právoplatnosti, byly na připojených územích uspořádány 26. října volby do zastupitelských orgánů Ukrajiny a Běloruska (sovětů). Bělorusové a Ukrajinci byli v Polsku pod rostoucím tlakem polonizace a polská vláda rovněž rozhodně potlačovala jejich separatistická hnutí, takže pociťovali jen malou loajalitu k Polskému státu. Avšak ne všichni Bělorusové a Ukrajinci byli nadšeni režimem, který způsobil ukrajinského hladomoru. Všeobecně, chudí vítali Sověty, zatímco střední vrstvy stály spíše v opozici, nehledě na podporu vlastního znovusjednocení. Sověti rychle zavedli politiku sovětizace včetně násilné kolektivizace celé oblasti.
Na celé západní Ukrajině a v západním Bělorusku Sověti rychle zavedli politiku sovětizace. V jejím rámci bezohledně zrušili politické strany a spolky a popravili či uvěznili jejich vůdce jako nepřátele lidu. Rovněž potlačili protipolskou Organizaci ukrajinských nacionalistů, která od dvacátých let aktivně vystupovala proti polskému režimu a usilovala o zřízení jednotného ukrajinského státu. Přesto událostmi ze září 1939 historie Ukrajiny a Běloruska neskončila, nakonec obě země po rozpadu Sovětského svazu v roce 1991 dosáhly samostatnosti.

### Cenzura
Sovětská cenzura později potlačila zmínky o podrobnostech invaze v roce 1939 a jejích důsledcích. Politbyro od počátku operaci nazývalo osvobozovací kampaní a ani později Sověti neopustili tuto linii. Nehledě na publikování kopií tajných dodatků ke smlouvě Ribbentrop–Molotov, po desetiletí sovětská oficiální místa popírala jejich existenci. Existence tajného protokolu byla popírána až do roku 1989. Cenzura působila i v Polsku, aby nic nenarušilo obraz polsko-sovětského přátelství prosazovaný oběma komunistickými režimy. Oficiální politika připouštěla jen takový výklad, který vykreslil sovětské tažení roku 1939 jako znovusjednocení Bělorusů a Ukrajinců a osvobození Poláků ze jha oligarchického kapitalismu. Úřady tvrdě potlačily každý pokus o zkoumání či výuku. Invazí se zabývalo několik samizdatových publikací a například i protestsong Ballada wrześniowa Jacka Kaczmarského z roku 1982.

## Památný den
Jako připomínku uzavření paktu Ribbentrop–Molotov vyhlásil v roce 2008 Evropský parlament 23. srpen Evropským dnem památky obětí stalinismu a nacismu.